# نوریاکی آساکورا
نوریاکی آساکورا (انگلیسی: Noriaki Asakura؛ زادهٔ ۱۱ مهٔ ۱۹۷۳) بازیکن فوتبال اهل ژاپن است.
از باشگاه‌هایی که در آن بازی کرده‌است می‌توان به باشگاه فوتبال شیمیزو اس-پالس و باشگاه فوتبال کونسادول ساپورو اشاره کرد.